# Pekarungan
Pekarungan is een bestuurslaag in het regentschap Sidoarjo van de provincie Oost-Java, Indonesië. Pekarungan telt 8083 inwoners (volkstelling 2010).